# Якутская собака
Якутская собака (якут. саха ыта) — аборигенная порода собак, выведенная коренным населением Якутии и активно используемая, в том числе и в настоящее время. Не следует путать якутскую собаку с кинологической породой якутской лайки.
Якутская собака впервые описана в известной монографии Серошевского (с. 136. глава «Домашние животные», Собака).

## Внешний вид и характеристики
Крепкого телосложения, среднего и выше среднего роста собака — высота в холке от 55 см. — нередки экземпляры с ростом до 70 см. Шерстяной покров: остевой жёсткий, но недлинный, с хорошо развитым подшёрстком. Отличается широкой костью, развитой мускулатурой, крепкими передними и задними лапами, длинной поясницей и коротким крупом.
Характер спокойный, дружелюбный. Окрас любой пятнистый, иногда однотонный: вариации чёрного, белого, серого, иногда рыжего цвета.
Стандарта как такового не существует, имеются только отдельные народные приметы:
- Особенно ценится чёрно-белый окрас со «звездой» (по якутски ураанньык) на лбу, белой грудью, чёрной спиной и белыми лапами.
- Обращают внимание на развитость грудной мускулатуры: чем шире грудь, тем лучше.
- Считается, что длинный пятый коготь — признак плохой собаки. Часто пятый коготь удаляется в возрасте до года.
- Длинный круп является признаком плохой собаки.
- Щенята, которые боятся выстрела, бракуются сразу.
- Нервные, голосистые собаки также бракуются — собака не должна своим преждевременным лаем спугивать добычу.
- Считается, что хорошая собака должна бежать немного боком.

## Назначение
Якутская собака используется исключительно для охоты, она абсолютно непригодна в качестве ездовой лайки, малопригодна для охраны или в качестве пастушьей собаки.
По применению в охоте универсальна: от уток до пушного зверя и медведя. Вместе с тем, есть собаки, работающие только на определённый вид зверя: тайахсыт — для охоты на лосей, эhэhит — для охоты на медведей, киисчит — для охоты на соболей, кусчут — для охоты на уток и т. д.

## Условия содержания
Собаки содержатся круглый год на улице, иногда на привязи. Считается дурным тоном держать якутскую собаку в доме, в тепле, распространено убеждение, что это портит собаку.

## Современная ситуация
К сожалению, аборигенная порода собак в настоящее время довольно сильно деградировала, и во многом — по причине отсутствия стандартов. В настоящее время якутская собака сохранилась только в отдалённых улусах в основном Олекминского и Вилюйского районов. Тем не менее, благодаря отдельным энтузиастам, ведётся работа по восстановлению породы и выведению собственного стандарта.
13 июня 2017 года в столице Южной Кореи Сеуле презентовали клонированных щенков исчезающего вида якутской охотничьей лайки – самой настоящей, такой, как ее описали в свое время этнограф Вацлав Серошевский и зоолог Александр Миддердорф.
Более-менее репрезентативную подборку типичных фотографий якутских собак можно посмотреть здесь.